# Louis Antoine Vidal
Pour les articles homonymes, voir Vidal.
Louis Antoine Vidal ou Antoine Vidal, né le 10 juillet 1820 à Rouen et mort le 17 janvier 1891 dans le 17e arrondissement de Paris, est un musicologue français.

## Biographie

### Origines et famille
Louis Antoine Vidal est né le 10 juillet 1820 à Rouen,, fils de Sophie Lemire et de Jean Denis Camille Vidal, originaire d'une ancienne famille du barreau de Nîmes, qui a été directeur de la banque de Rouen,. En 1846, il épouse Aglae Garnot (1827-1905), dont il a un fils : Gaston Camille (1847-1908).

### Carrière
Louis Antoine Vidal se livre de bonne heure à l'étude de la musique. Il devient l'élève du violoncelliste Auguste-Joseph Franchomme et se montre particulièrement attiré par la littérature musicale.
En 1875, un an après la fondation de la société savante, Louis Antoine Vidal devient membre de la Société de l'histoire de Paris et de l'Île-de-France.

### Mort
Le 17 janvier 1891, Louis Antoine Vidal meurt, à l'âge de 70 ans à son domicile du no 94 boulevard Malesherbes dans le 17e arrondissement de Paris.

## Œuvres
Louis Antoine Vidal a publié plusieurs ouvrages de musicologie, d'archéologie et d'histoire :
- Les instruments à archet : les feseurs, les joueurs d'instruments, leur histoire sur le continent européen, t. 1, Paris, A. Quantin, 1876, 357 p. (OCLC 842409614, lire en ligne).
- Les instruments à archet : les feseurs, les joueurs d'instruments, leur histoire sur le continent européen, t. 2, Paris, A. Quantin, 1877, 383 p. (OCLC 842409615, lire en ligne).
- Les instruments à archet : les feseurs, les joueurs d'instruments, leur histoire sur le continent européen, t. 3, Paris, A. Quantin, 1878, 160 p. (OCLC 842409617, lire en ligne).
Un grand et riche ouvrage, avec des gravures de Frédéric-Désiré Hillemacher, sur les instruments à cordes, leur histoire, leurs facteurs, les virtuoses qui en jouent et les compositeurs qui les composent. Il s'agit du premier travail d'ensemble publié sur les instruments à archet[5],[8],[9],[10].
- La lutherie et les luthiers, Paris, A. Quantin, 1889, 348 p. (OCLC 3368503, lire en ligne)[11].
- La chapelle Saint-Julien-des-Ménétriers et les Ménestrels à Paris, Paris, A. Quantin, 1878, 114 p. (OCLC 492703835, lire en ligne).
- L'église d'Avon et le meurtre des Monaldeschi, Paris, A. Quantin, 1879, 92 p. (OCLC 461487989, lire en ligne).

Il entreprend à la fin de sa vie la rédaction d'un ouvrage sur l'histoire du piano et de sa facture qui restera inachevée,,.

## Distinctions
- Chevalier de l'ordre de la Couronne de chêne des Pays-Bas[4]
- Chevalier de l'ordre de l'Étoile de Roumanie[4]
- Médaille Litteris et Artibus de Suède[4]

## Sources
- (sv) « Vidal, Louis Antoine », dans Nordisk familjebok (encyclopédie suédoise), 1921, 2e éd. (lire en ligne), p. 255.
- François-Joseph Fétis, Biographie universelle des musiciens : Biographie générale de la musique, t. 2, Paris, Firmin Didot, 1881, 705 p. (lire en ligne), p. 620-621.
- Hugo Riemann (trad. Georges Humbert), Dictionnaire de musique, Paris, Perrin et Cie, 1899, 4e éd. (lire en ligne), p. 858.
- Theodore Baker, Dictionnaire biographique des musiciens, R. Laffont, 1995 (ISBN 978-2-221-06510-5, 978-2-221-06787-1 et 978-2-221-07778-8, lire en ligne), p. 4408.
- (en) Stanley Sadie, The New Grove dictionary of music and musicians, vol. 19, London/New York, Macmillan Publishers/Grove's Dictionaries of Music, 1995 (ISBN 978-1-56159-174-9, lire en ligne), p. 710.
- (en) « Obituary », The Musical Times, London/New York, Novello, Ewer and Co., vol. 32, no 578,‎ 1er avril 1891, p. 221 (lire en ligne).